# Storbritanniens Grand Prix 1964
Storbritanniens Grand Prix 1964 var det femte av tio lopp ingående i formel 1-VM 1964. Tävlingen benämndes även Europas Grand Prix 1964. Detta var det första F1-loppet som kördes på Brands Hatch. 

## Resultat
1. Jim Clark, Lotus-Climax, 9 poäng
2. Graham Hill, BRM, 6
3. John Surtees, Ferrari, 4
4. Jack Brabham, Brabham-Climax, 3
5. Lorenzo Bandini, Ferrari, 2
6. Phil Hill, Cooper-Climax, 1
7. Bob Anderson, DW Racing Enterprises (Brabham-Climax)
8. Richie Ginther, BRM
9. Mike Spence, Lotus-Climax
10. Innes Ireland, BRP-BRM
11. Jo Siffert, Siffert Racing Team (Brabham-BRM)
12. Giancarlo Baghetti, Scuderia Centro Sud (BRM)
13. Dan Gurney, Brabham-Climax
14. John Taylor, Bob Gerard (Cooper-Ford)

### Förare som bröt loppet
- Joakim Bonnier, R R C Walker (Brabham-BRM) (varv 45, bromsar)
- Peter Revson, Revson Racing (Lotus-BRM) (43, differential)
- Tony Maggs, Scuderia Centro Sud (BRM) (38, växellåda)
- Ian Raby, Ian Raby Racing (Brabham-BRM) (37, olycka)
- Trevor Taylor, BRP (Lotus-BRM) (23, illamående)
- Mike Hailwood, Reg Parnell (Lotus-BRM) (17, oljerör)
- Chris Amon, Reg Parnell (Lotus-BRM) (9, koppling)
- Bruce McLaren, Cooper-Climax (7, växellåda)
- Frank Gardner, John Willment Automobiles (Brabham-Ford) (0, olycka)

### Förare som ej startade
- Richard Attwood, BRM (drog sig tillbaka)

### Förare som ej kvalificerade sig
- Maurice Trintignant, Maurice Trintignant (BRM)